# Dichterwettstreit deluxe

Verlagslogo

Dichterwettstreit deluxe ist ein deutscher Independent-Verlag mit angeschlossener Event- und Künstleragentur. Der Verlag veröffentlicht hauptsächlich Bücher von Autoren aus der Poetry-Slam-Szene, verschiedene Anthologien sowie unterhaltende Belletristik. Mit eigenen Veranstaltungsformaten ist Dichterwettstreit deluxe zudem im gesamten deutschsprachigen Raum mit Schwerpunkt in Süddeutschland als Kulturträger aktiv.

## Geschichte
Dichterwettstreit deluxe wurde 2016 in Villingen-Schwenningen von Elias Raatz als Eventagentur gegründet, die Poetry-Slams durchführt sowie verwandte Formate (Comedy-Slam, Powerpoint-Karaoke, Science-Slam, Preacher Slam, Erotik Slam u. a.) anbietet. Seit 2018 existiert ein zweiter Unternehmenssitz in Tübingen. Im gleichen Jahr kamen eine Künstleragentur, Workshop-Angebote sowie verlegerische Tätigkeiten dazu, die während der Corona-Pandemie maßgeblich ausgeweitet wurden, als Live-Veranstaltungen kaum durchzuführen waren. Seit 2022 ist Dichterwettstreit deluxe nach eigenen Angaben durch die Verknüpfung von Indie-Verlag, eigenen Events und weiteren (kulturellen) Tätigkeiten einer der größten Anbieter für Poetry-Slam im deutschsprachigen Raum.

## Veranstaltungen
„Es sind Literaturveranstaltungen, die Sprachtalenten eine Bühne bieten; die das Groteske oder Absurde ebenso bedienen wie das Ästhetische; die für Nachdenklichkeit sorgen und die nicht zuletzt feine Unterhaltung sind: die Poetry Slams.“

Ursprünglich begonnen mit einem eventorganisatorischen Fokus auf Poetry-Slams, werden seit 2022 verstärkt auch weitere eigene Bühnenformate angeboten, die meistens als Mixed-Show mit mehreren Artists gestaltet sind. Dazu zählen beispielsweise Stand-up-Comedy, Lesungen, sonstige Kleinkunstshows oder auch Talk-, Improvisations- und Wissensformate sowie Artverwandtes. Neben eigenen Formaten werden mit der dem Verlag angeschlossenen Event- und Künstleragentur auch genreübergreifende Veranstaltungen für private, kulturelle oder unternehmerische Kooperationspartner konzipiert und durchgeführt.

## Verlag
Im zu Dichterwettstreit deluxe gehörenden Verlag erscheinen Anthologien, Kurzprosa und Lyrik. Zentral im Programm ist die Publikation von Textsammlungen einzelner Autoren sowie von Sammelbänden mit mehreren Autoren zu einem Thema. Viele Autoren haben bei Dichterwettstreit deluxe ihre Debüt-Publikation.

### Publikationen
Die erste Publikation des Verlags war 2019 der Sammelband "Textsorbet" mit 28 Texten von 28 Autoren aus der Poetry-Slam-Szene. Größere Bekanntheit erlangte die 2024 veröffentlichte Textsammlung "Sezierung. Aus gegebenem Anlass" mit 33 Texten der Europameisterin im Poetry Slam Theresa Sperling. Mit der Buchreihe "Wort:Schöpfung" publizierte Dichterwettstreit deluxe 2024/2025 die ersten deutschsprachigen Werke mit Preacher-Slam-Texten. Von 2019 bis 2025 sind im Verlag mehr als 30 Bücher erschienen.

### EDITION Analyse & Subkultur
Abseits des Poetry Slam-Programms in der "EDITION Analyse & Subkultur" des Dichterwettstreit deluxe Verlag erscheinen Sachbücher zur Analyse linker Subkultur. Die erste Publikation der EDITION war 2025 das Sachbuch "Wir hol'n jetzt unser Haus!" über das Tübinger Jugendzentrum Epplehaus von Elias Raatz und Lucius Teidelbaum.

### Autoren
Zu den bei Dichterwettstreit deluxe veröffentlichten Autoren zählen viele namhafte Bühnendichter des deutschsprachigen Raumes, unter anderem Anna Lisa Azur, Kai Robin Bosch, Jan Cönig, Maron Fuchs, Michael Goehre, David Grashoff, Sven Hensel, Björn Högsdal, Michael Jakob, Emil Kaschka, Jean-Philippe Kindler, Eberhard Kleinschmidt, Tonia Krupinski, Evelyn Krutsch, Tara Meister, Max Osswald, Elena Sarto, Sebastian 23, Marina Sigl, Theresa Sperling, Andy Strauß, Marvin Suckut, Nektarios Vlachopoulos, Daniel Wagner, Leah Weigand, Katharina Wenty, Emm Weyrauch oder Sadaf Zahedi. Verleger Elias Raatz tritt selbst regelmäßig als Verlagsautor sowie Anthologie-Herausgeber in Erscheinung.

## Politisches Engagement
Nach seinem Motto „Kunst ist immer politisch“ positioniert sich Dichterwettstreit deluxe regelmäßig zu diversen (gesellschafts-)politischen Aspekten. In eigenen Kulturprojekten sowie -produkten wird klare Kante gezeigt, beispielsweise gegen jegliche Formen der Unterdrückung oder Ausgrenzung, und sich für die Achtung der Menschenwürde, mehr Mitmenschlichkeit sowie internationale Solidarität starkgemacht. Nach eigenen Angaben zählt zum Selbstverständnis des Verlags eine queerfeministische und antifaschistische Grundhaltung sowie ein humanistisches Weltbild.